# Héctor Guido
Héctor Guido (* 7. Januar 1954 in Montevideo, Uruguay) ist ein uruguayischer Schauspieler, Dramaturg und Theaterregisseur.

## Leben
Ab 1972 besuchte er die Escuela de Arte Dramático des El Galpón. Als Schauspieler stand er in mehr als 30 Rollen auf der Bühne. So wirkte er unter anderem in den Stücken Fahrenheit 451, Inodoro Pereyra, La Celestina, Entre gallos y medianoches, Alta vigilancia, El hombre, la bestia y la virtud, ¡Ay, Carmela! und El vendedor de reliquias mit und war Ensemblemitglied  der Comedia Nacional. Für seine Leistungen wurde er elfmal für den Premio Florencio Sánchez nominiert. 1987 gewann er diesen für Entre gallos y medianoches, 1990 für ¡Ay, Carmela!, 1995 für El lazarillo del Tormes und 1988 für Por todos eran mis hijos. Zudem wurde Héctor Guido beim Miami International Film Festival 1995 als bester ausländischer Schauspieler für sein Mitwirken in ¡Ay, Carmela! ausgezeichnet. 2008 erhielt er den Preis als „Bester Filmschauspieler“. Héctor Guido gründete das Teatro La Candela, dem er von 1976 bis 1986 angehörte und wirkte bei der Wiedereröffnung des Teatro Astral und des Teatro La Máscara mit. Insbesondere ab Mitte der 1990er Jahre stehen zahlreiche Regiearbeiten für ihn zu Buche. Darunter finden sich 1995 Indoro Pereyra, el renegau mit Héctor Manuel Vidal und im Folgejahr La ópera de la banca privada mit Nelly Goitiño. Ebenso zeichnete er als Regisseur für die Aufführung von Bertolt Brechts Galileo Galilei  und 1999 des Stücks Parejas von Susana Lastreto verantwortlich.
Bereits 1991 wurde sein eigenes verfasstes Theaterstück Los Bufones im Teatro Circular uraufgeführt. Dieses Stück war jedoch nicht die einzige schriftstellerische  Tätigkeit seinerseits. So veröffentlichte er auch Geschichten in Zeitschriften wie beispielsweise in der Imágenes. Héctor Guido war Leiter der Theater El Galpón, La Máscara und La Candela. Zudem führte er die Sociedad Uruguaya de Actores (SUA) und die Federación Uruguaya de Teatros Independientes (FUTI). Mindestens Anfang des 21. Jahrhunderts war er auch Direktor von Socio espectacular. Héctor Guido ist Berater der Kulturabteilung der Intendencia Municipal von Montevideo. Im März 2010 folgte seine Ernennung zum Generaldirektor des Auditorio Nacional Adela Reta des SODRE.